# Ilha Agatti
A ilha Agatti (em malaiala:  അഗത്തി ഐലന്റ) (por vezes chamada "Agathy") é uma ilha no arquipélago das Laquedivas, a 7 km do atol Bangaram, e situada a cerca de 459 km de Kochi, Índia. A sua área total é de aproximadamente 2,7 km² e a população, segundo o último censo, era de 5667 habitantes. Está rodeada por um recife de coral. 
O acesso por mar necessita de uma viagem de 24 horas de barco, e o tempo de voo de Kochi é de 75 minutos. O aeródromo de Agatti é o único nas Laquedivas. A Indian Airlines e a Kingfisher Airlines operam diariamente voos ATR72 de Kochi. 
Só se pode entrar na ilha se se tiver lugar confirmado para alojamento. É obrigatória uma permissão de entrada da Administração das Laquedivas para visitar a ilha. Só há um hotel ou estância turística em Agatti, chamado Agatti Island Beach Resort (AIBER). 

## Ligações externas

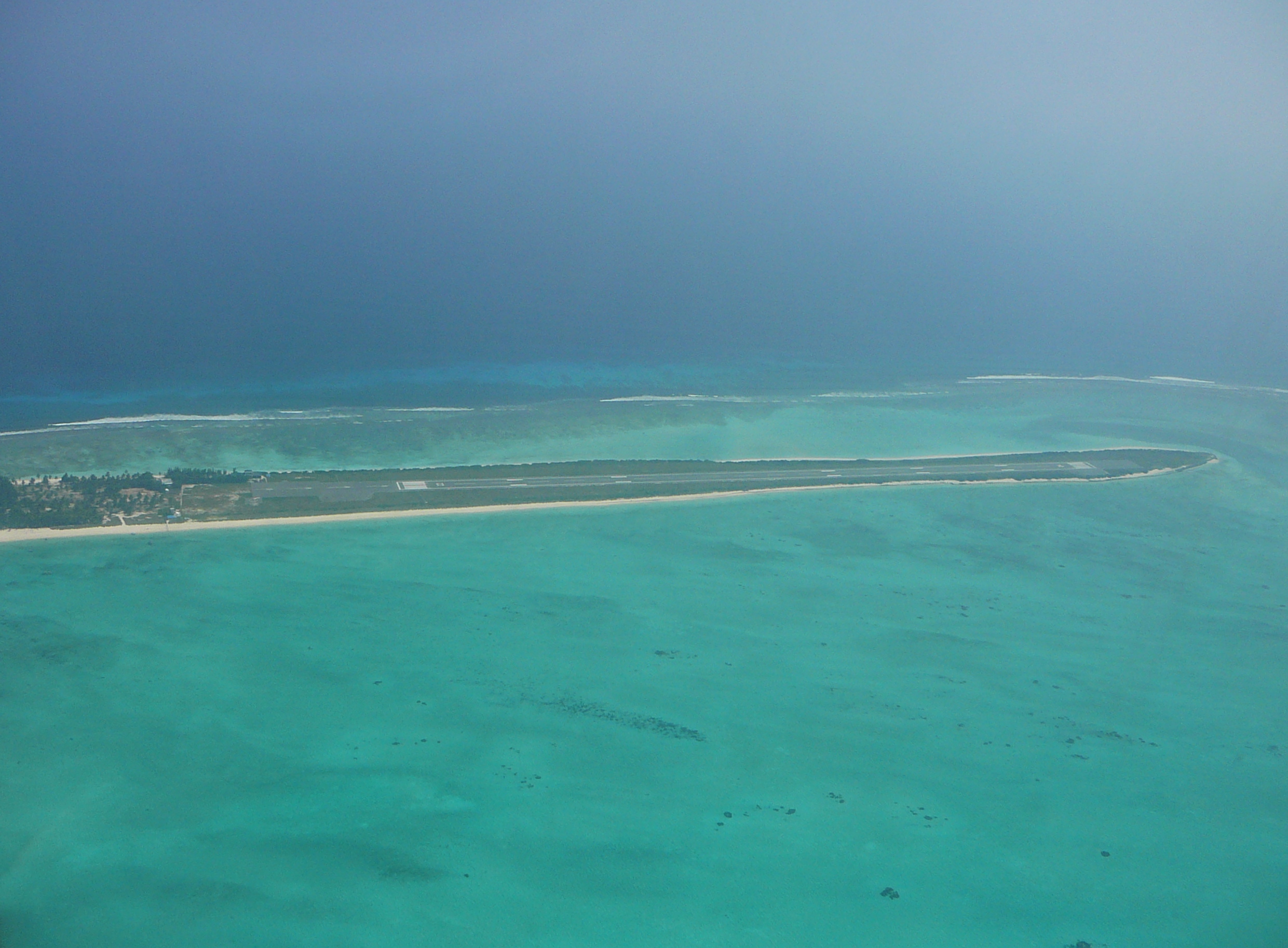
O aeródromo de Agatti